# Liste der denkmalgeschützten Objekte in Domoraz
Grundlage dieser Liste der denkmalgeschützten Objekte in Domoraz ist die ÚSKP-Liste (Ústřední seznam kulturních památek České republiky, deutsch Zentrale Liste der Kulturdenkmäler der Tschechischen Republik), die von der tschechischen Denkmalschutzbehörde NPÚ (Národní památkový ústav, deutsch Nationale Denkmalbehörde) seit 1987 geführt wird und an die seit dem Jahr 1850 geschaffenen Listen anschließt.

## Denkmalgeschützte Objekte nach Ortsteilen

### Domoraz
| Lage                                               | Objekt           | Beschreibung | ÚSKP-Nr.                  | Bild           |
| -------------------------------------------------- | ---------------- | --- | ------------------------- | -------------- |
| Domoraz, Domoraz 34 (Standort)                     | Gehöft Nr. 34    | Ursprüngliche Fachwerkarchitektur des Vorgebirgstyps aus der ersten Hälfte des 19. Jahrhunderts, abgewertet durch Umbauten des „Häuschens“.                                                                                            | 40481/4-2873 Info Katalog | BW             |
| Domoraz (Standort)                                 | St.-Anna-Kapelle | Sakrales Gebäude aus der ersten Hälfte des 19. Jahrhunderts an prominenter Stelle auf dem Platz. Vor der Kapelle ein gusseisernes Kreuz auf einem Granitsockel. Umgeben von einer niedrigen Mauer.                                     | 24472/4-2870 Info Katalog | weitere Bilder |
| Domoraz, Domoraz 1 (Standort)                      | Gehöft Nr. 1     | Hof aus der Spätrenaissance. Trotz teilweiser, moderner Umbauten stellt es eine wertvolle Einheit dar, in der äußerst wertvolle Renaissanceteile erhalten geblieben sind. Wohnhaus mit zwei doppelstöckigen Giebeln mit Spiralflügeln. | 17134/4-2872 Info Katalog | BW             |
| Domoraz, westlich des Dorfes am Feldweg (Standort) | Marterl          | Kleines neugotisches Gebäude aus der zweiten Hälfte des 19. Jahrhunderts, einzigartig im Bezirk. | 18532/4-2871 Info Katalog | Marterl        |